# シンコ川盆地
シンコ川盆地（シンコがわぼんち、英：Chinko River Basin）は、中央アフリカ共和国東部の盆地。スーダン、コンゴ民主共和国の国境にも近い。北のスーダン国境近くに源を発するシンコ川が南へと流れており、面積は約9万5000km2。

## 概要
熱帯雨林とサバンナが広がっており、ゾウ、アフリカスイギュウ、カバなどの大型野生生物が生息する。盆地の一角、シンコ川中流西岸一帯には、4500km2の上シンコ狩猟区（Les Safaris du Haute Chinko）が設定されている。 
しかし、1990年代に象牙や食肉などを目的とした大規模で無軌道な密猟がシンコ川盆地一帯で行われるようになり、野生生物は大きく数を減らした。このためいくつかの環境保護団体が中央アフリカ政府に働きかけ、川盆地一帯の野生生物の保護を図っており、ときには密猟を阻止するために、スーダンから越境してくるという重武装密猟者との交戦も行われている。
一方で、狩猟区内での管理された狩猟は引き続き行われている。
シンコ川下流、ムボム川との合流点近くにはラファイの町があり、スーダンに向かう幹線道路と小規模な飛行場、ラファイ空港がある。しかし、上シンコ狩猟区へのアクセスは、西に約100km離れたヤリンガ（Yalinga）から行われる。